# Ken Foree
Kentotis Alvin Foree (Indianápolis, 29 de febrero de 1948) es un actor estadounidense de cine y televisión.
Comenzó a actuar en la década de 1970, siendo sus primeras actuaciones cinematográficas en la película The Bingo Long Traveling All-Stars & Motor Kings (1976) y en las películas de The Wanderers y El amanecer de los muertos filmadas en 1979. 
Posteriormente trabajó en la remake de El dentista (1996) y en la película Knightriders (1981). En el 2005, protagonizó el papel de Charlie Altamont en la película Los renegados del diablo. Foree también desempeñó el papel de Roger Rockmore, el padre de Kenan y Kyra, en la serie de Nickelodeon Kenan & Kel.
Foree apareció también en la remake de 2007 de la película de 1978 Halloween y en el remake de El amanecer de los muertos."

## Filmografía
- Dimension 404 (2017) - Agente X, episodio "Polybius"
- The Rift (2016) - John Smith
- The Divine Tragedies (2015) - Homer
- Cut/Print (2012) - Detective Jack Stanley
- The Lords of Salem (2012) - Herman Jackson
- Agua para elefantes (2011) - Earl
- The Haunted World of El Superbeasto (2009) - Luke St. Luke
- Live Evil (2009) - Max
- Zone of the Dead (2009) - Mortimer Reyes
- 30 Days of Night: Dust to Dust (2008) - Nate Keller, miniserie.
- Halloween (2007)
- Brotherhood of Blood (2007) - Stanis
- Splatter Disco (2007)
- Devil's Den (2006) - Leonard
- Los renegados del diablo (2005) - Charlie Altamont
- Grand Theft Auto: San Andreas (2005) - Peatón (voz, videojuego).
- El amanecer de los muertos (2004) - Teleevangelista.
- The Nightmare Room (2000) - episodio "Locker 13".
- Kenan & Kel: Roger Rockmore (1996 - 2000) - Roger Rockmore, 60 episodios.
- The Dentist (1996) - Detective Gibbs
- The X-Files,(1995)  - Vincent Parmelly, episodio "The List".
- Babylon 5 (1995) - episodio "Gropos"
- Sandman: Tu peor pesadilla (1995) - Detective Rolands.
- Renegade (1994) - Billy, episodio "Hostage"
- Joshua Tree (1993)
- General Hospital (1992) - varios episodios.
- The Flash (1991) - episodio "Beat the Clock"
- Héroes de la tormenta del desierto (1991) - Sargento Leroy Ford
- Hangfire (1991) - Billy
- Justicia para mi hija (1991)
- Guerrero de la noche (1991) - Oliver
- Inmunidad diplomática (1991) - Del Roy Gaines
- Quantum Leap (1990) - episodio "Pool Hall Blues"
- Matlock (1990) - Billy Leon, episodio "The Fighter"
- Encanto fatal (1990) - Willy
- En las alcantarillas (1990) - Buckley
- Millonario al instante (1990)
- Sin ti no soy nada (1990) - Emcee
- Leatherface: Texas Chainsaw Massacre III (1990) - Benny
- Death Spa (1989) - Marvin
- Beauty and the Beast (1989) - Morley, episodio "A Kingdom by the Sea"
- From Beyond (1986) - Buford 'Bubba' Brownlee
- Knight Rider (1985) - Spider-Man, episodio "Redemption of a Champion"
- Hunter (1985) - Louis McMahon, episodio "Honesty".
- 227 (1985) - Marvin Grant, episodio "Honesty"
- Knight Rider (1984) - Danton, episodio "Knight in Disgrace"
- Blue Thunder (1984) - Alfie, episodio "The Island".
- Riptide (1984) - episodio "Catch of the Day"
- The A-Team (1984) - Dirkson, episodio "Chopping Spree".
- Jo Jo Dancer, Your Life Is Calling (1986)
- Remington Steele (1983) - Herschel 'The Hammer' Sinclair, episodio "Steele Knuckles and Glass Jaws"
- TJ Hooker (1983) - Barman, episodio "Lady in Blue".
- Tales of the Gold Monkey (1982) - Hugo, episodio "Shangaied".
- Report to Murphy (1982) - Big Walter, 3 episodios.
- Hill Street Blues (1981-1982) - 2 episodios.
- Terror Among Us (1981) - Prisionero. Película para TV.
- Elvis and the Beauty Queen (1981) - Boxeador. Película para TV.
- The Dukes of Hazard (1981) - Rollo, episodio "State of the County"
- Knightriders (1981)
- The Fish That Saved Pittsburgh (1979)
- The Wanderers (1979)
- El amanecer de los muertos (1978) - Peter
- Kojak (1977) - episodio "The Condemned"
- The Bingo Long Traveling All-Stars & Motor Kings (1976)